# Parametopa alaskensis
Parametopa alaskensis is een vlokreeftensoort uit de familie van de Stenothoidae. De wetenschappelijke naam van de soort is voor het eerst geldig gepubliceerd in 1904 door Holmes.